# Préparation naturelle peu préoccupante
Les préparations naturelles peu préoccupantes (PNPP) sont soit des substances de base utilisées comme produits de protection des plantes, soit des substances naturelles à usage biostimulant. 

## Liste des substances
Une vingtaine de substances sont actuellement agréées par la commission européenne. La plupart sont acceptées en agriculture biologique.
- Bicarbonate de sodium
- Bière
- Charbon argileux
- Chlorhydrate de chitosane
- Eau oxygénée (H2O2)
- Fructose
- Huile de tournesol
- Hydroxyde de calcium
- Lécithine
- Poudre de graines de moutarde
- Ortie (Urtica spp.)
- Petit lait
- Phosphate de diammonium
- Prêle (Equisetum arvense)
- Saccharose
- Saule (Salix cortex)
- Sel de mer (NaCl)
- Talc
- Vinaigre

D'autres substances sont en cours de traitement par la commission européenne.

## Statut
Les PNPP sont définies par l’article L. 253-1 du Code rural, modifié par l’article 50 de la loi d’avenir pour l’agriculture. Elles sont composées exclusivement :
- soit de substances de base définies à l’article 23 du règlement (CE) no 1107/2009[2]. Il s'agit de substances non initialement élaborées pour être utilisées en protection des plantes mais qui peuvent avoir un intérêt pour celle-ci et qui sont sans impact négatif sur la santé humaine ou l’environnement.
- soit de substances naturelles à usage biostimulant dont la liste inclus uniquement les plantes médicinales vendues librement (arrêté du 27/04/16 établissant la liste des substances naturelles à usage biostimulant[3]), telles que l’ortie.
- d’autres extraits d’origine naturelle pourront venir compléter cette liste après évaluation.

Ces substances doivent être produites et utilisées uniquement dans les conditions prévues par la réglementation (décret no 2016-532).

## Utilisation
Sur le terrain, les différentes utilisations de ces substances sont très variables selon les espèces et les situations. Leurs usages respectifs par espèces sont précisés par l'Institut technique de l'agriculture biologique
L'utilisation de macérations d'orties (purin d’ortie) est discutée, aucun résultat scientifique ne permet de conclure à ce jour à un effet positif ou négatif. Cependant, la commission européenne a reconnu l’ortie comme étant une substance de base.